# Studenterhus Odense
Studenterhus Odense (lokalt også bare Studenterhuset) er Odenses studenterhus. Det drives af Foreningen Studenterhus Odense og ligger ved Amfipladsen som en del af kulturkomplekset Brandts Klædefabrik.

## Udbud
I dagligdagen har Studenterhuset egen café og bar samt Studievalg Fyn og Studiezonen på første sal. Arrangementerne varierer, men inkluderer typisk koncerter, foredrag og stand-up m.m.

## Struktur
Studenterhuset drives af Foreningen Studenterhus Odense i en kombination af frivillige og ansatte.
Bestyrelsen består af seks studerende, tre erhvervsrepræsentanter, samt én repræsentant fra henholdsvis University College Lillebælt, Erhvervsakademiet Lillebælt, Syddansk Universitet, og Syddansk Musikkonservatorium. Dertil er der to studentersuppleanter.
De fem ansatte tæller den daglige leder, en messekoordinator/projektmedarbejder, en frivilligkoordinater, en AC-projektmedarbejder og den ansvarlige for Spoken Word Festival.
Derudover har studenterhuset en række frivillige.

## Økonomi
Odense Kommune hører til de økonomiske støtter af foreningen og giver studenterhuset et årligt beløb på 621.000 kr. Foreningen havde i 2014 et underskud på 90.000 kr og i 2015 et underskud på 89 kr.

## Popularitet
Ifølge studenterhusets egne tal havde det i 2014 42.713 og i 2015 57.638 besøgende.

## Historie
I 1996 åbnede Studenterhus Odense for første gang i Munkemøllestræde. Det var dog plaget af økonomiske problemet med betalingsstandsning i 1998 og et underskud på 90.000 kr. i 2000, hvilket gjorde, at det var tæt på at lukke i 2001. Lokalerne var dertil nedslidte, og studenterhuset lukkede permanent december 2006.
Som følge af lukningen grundlagdes d. 18. december 2006 foreningen Nyt Studenterhus i Odense (NSiO) for at videreføre traditionen. I juni 2008 flyttede foreningen ind hos Kulturmaskinen, hvor den blev frem til 2013.
D. 2. september 2013 fik studenterhuset igen dets eget sted ved Amfipladsen, hvor Musikbiblioteket lå førhen. Dette skete i forbindelse med studiestarten, og ved åbningsceremonien deltog Prinsesse Marie og borgmester Anker Boye.